# Hafsteinn Ægir Geirsson
Hafsteinn Ægir Geirsson (* 4. August 1980 in Reykjavík) ist ein isländischer Segler und Radrennfahrer sowie nationaler Meister im Radsport.

## Sportliche Laufbahn
Hafsteinn Ægir Geirsson ist im Straßenradsport und im Segeln aktiv und startet für den Verein „Siglingaklúbburinn Þytur“. Im Segeln war er Teilnehmer der Olympischen Sommerspiele 2000 in Sydney und 2004 in Athen.
Viermal (von 2005 bis 2008) gewann Hafsteinn Ægir Geirsson im Radsport die Färöer-Rundfahrt (Kring Føroyar). Insgesamt gewann er sieben Etappen in der Rundfahrt. Die nationale Meisterschaft im Straßenrennen gewann er 2008, 2009 und 2011. Vizemeister wurde er 2010, 2013, 2014, 2018, 2022 und 2024. 2012, 2017 und 2023 wurde er Dritter der Meisterschaft. Die nationale Meisterschaft im Einzelzeitfahren gewann Hafsteinn Ægir Geirsson 2008, 2009, 2011 und 2013. 2012 und 2014 wurde er Vizemeister in dieser Disziplin. Er siegte in den isländischen Straßenrennen Bikar þingvellir 2008, 2009, 2010, Kambakeppnin 2008, 2009, Annar Bikar 2012, Reykjarnes Tournament 2013 und RB Classic 2016.